# 보물찾기 (만화 시리즈)
《보물찾기》는 대한민국의 출판사 미래엔 아이세움에서 2003년부터 출간된 학습 만화 시리즈이다. 태국, 대만, 일본, 중국 등 6개국에 수출되며 1, 500만부가 판매됐다.

## 줄거리
대부분 지팡이나 도토리가 주인공이며, 지팡이는 유네스코에 소속되어 있고 토리는 멘사 회원, 친구들이나 지구본 교수와 함께 각 국가의 보물을 찾고, 보물을 호시탐탐 노리는 악당(주로 봉팔이, 쟝, 얀센,마크)들을 물리치며 유물을 지킨다.

### 세계 탐험

#### 이라크에서 보물찾기
이라크에 숨겨진 보물을 찾아라

고대 보물에 걸린 상금이 탐나서 이라크(العراق)로 떠나게 된 지팡이.

보물을 노리는 봉 박사의 방해 공작을 물리치고

마법의 황금사발(وعاء ذهبي من السحر)을 찾을 수 있을까?

이라크의 신비한 고대 역사가 보물과 함께 열린다!

#### 프랑스에서 보물찾기
저주받은 다이아몬드를 찾아라

유럽의 4대 다이아몬드 중 하나인 피렌체 다이아몬드!

프랑스 왕비 마리 앙투아네트도 이 다이아몬드를 가진 뒤 비극적인 죽음을 맞이했다는데.......

팡이 일행은 저주의 피렌체 다이아몬드(Florentin)를 무사히 찾을 수 있을까?

#### 중국에서 보물찾기
사라진 양귀비의 초상화를 찾아라

한눈에 사람의 마음을 사로잡는 양귀비(楊貴妃)의 미인도(美人圖)!

그 속에는 아무도 모를 비밀이 숨겨져 있는데

역사의 향기가 가득한 중화(中華)대륙에서 펼처지는 악당 봉 박사와 팡이의 쫓고 쫓기는 추격전이 시작된다!!!

#### 인도에서 보물찾기
사라진 샤 자한의 칼을 찾아라!

지 교수의 스승 윌리엄 박사가 인도에서 사라지자 아버지(남편)의 은인이시기도 한 윌리엄 박사를 위해 반디 모자는 지 교수에게 도움을 요청한다. 반디 모자가 윌리엄 박사가 지구본교수에게 보낸 편지를 보여주자 함께 왔던 팡이가 편지의 비밀을 푸는데...

#### 이집트에서 보물찾기
'하산'이라는 이집트 귀족이 모래폭풍에 휩슬려갔다가 새로운 피라미드를 발견한다. 피라미드의 보물을 찾아 발굴을 진행한다.  그런데 백작으로 변장한 봉팔이가 팡이와 토리를 가두고 보물을 훔쳐간다.과연 팡이&토리는 봉팔이의 음모를 물리칠수 있을까?

#### 미국에서 보물찾기
인디언의 황금을 찾아라!!

학회의 초청으로 미국으로 가게 된 지구본교수가 이조교, 팡이와 같이 미국으로 가려고 했으나, 지구본교수가 추천서를 써준다고 해도 듣지 않다가 마침내 비자를 발급받지 못하게 된 지팡이와 이 조교 대신 라이벌인 도토리와 그의 여동생 도레미가 미국에 가서 봉팔이, 봉자바의 방해를 물리치고 인디언의 황금을 찾는다.

#### 일본에서  보물찾기
칠지도를 찾아라!

일본에서 발굴을 하던 지구본교수의 친구(모범상 교수)에게 김치를 전달해주기 위해 모범상교수의 집을 방문한다. 거기서 모범상교수가 발견한 한조각의 칠지도를 보게 된다. 팡이는 모범상교수를 따라 남은 2조각의 칠지도를 찾으러 떠난다!

#### 그리스에서 보물찾기
그리스에서 발굴중이던 윌리엄 박사와 그의 조교가 한 암포라가 흙이나 청동이 아닌 황금이라는 것을 알아냈다. 윌리엄 박사가 암포라 밑면에 희미하게 미로가 새겨져 있는 것을  알고 지교수 일행을 부른다. 하지만 지교수와 도박사는 볼거리에 걸려 못가게 되어 팡이와 토리만 그리스로 간다.

#### 러시아에서 보물찾기
러시아, 볼쇼이 발레단에서 온 초청장으로 도 박사, 토리, 팡이가 러시아로 가게 된다. 그러던 중 러시아 황실의 유물이 바꿔치기되는데...... 과연 도 박사, 토리, 팡이는 황실의 유물을 다시 되찾을 수 있을까?

#### 독일에서 보물찾기
미국에서 토리와 함께 보물을 찾았던 헌터아저씨가 히틀러의 금괴를 찾는다고 지구본 교수를 찾아온다. 팡이와 지 교수는 독일로 떠나고 마지막으로 황금을 숨겼던 사람을 찾아가지만 그는 혼수상태이다. 그래서 그의 아들  집을 찾아간다. 아들의 집에서 그의 아이들이 아버지가 동화책을 잘못 알고있다고 말한다. 토리는 아들이 잘못 알고있는 동화에서 단서를 찾아내는데...!

#### 오스트레일리아에서 보물찾기
호주, 어보리진 부족의 유물인 빨간 돌의 부메랑을 반환하러 간 토리와 이 조교는 유물을 전해주기로 했던 마크에게(호주 편에서 첫등장)유물이 없어졌다는 소식을 듣고 어보리진 마을로 향한다. 어보리진 족장님은 지난밤에 조상님이 하늘에서 내려오셔서 부메랑을 가져갔다고 하셨다. 족장님은 사실 그 부메랑은 핑크 다이아몬드의 보물 지도라고 하신다. 수상함을 느낀 토리는 이 사건의 진실을 밝혀내려고 하고 마크에게 반해 이 조교도 따라가기로 한다.

#### 브라질에서 보물찾기
팡이가 학교 축구 대표 선수로 뽑혀 축구선수의 꿈을 품고 브라질로 축구 유학을 떠나게 된다. 거기서 '토르코'라는 친구도 사귄다. 팡이와 토르코는 삼바 축제를 구경하기 위해 연습장에서 탈출한다. 하지만 토르코는 선생님에게 들켜버리고 팡이만 탈출하게 된다. 삼바 축제에서 팡이는 밀거래하는 사람을 보게되고 지 교수와 함께 밀거래를 막기 위해 밀거래 약속 장소 코르코바두 예수상 뒤쪽으로 간다.거기서 밀거래한 유물을 지켰으나 황금의  대한  단서였다! 팡이와 지 교수는 황금을 찾으러 가는데!

#### 영국에서 보물찾기
복남이는 일본에서 보물을 찾은 후 애국심이 생겨 우리나라에 힘을 기르기 위해 외교관이 되기로 한다. 그래서 영국, 이튼  칼리지에 입학한다. 복남이는 이튼칼리지 학교 짱인 '톰'이 유학생들을 괴롭히는 걸 두고볼 수 없어 짱 대결을 도전한다. 대결은 도서관에 숨겨진 양말을 먼저 가져와야 한다. 그러다 복남은 숀코너(800)를 만나고, 옥새를 손에 넣기 위해 톰과 대결을 시작한다. 둘은 옥새를 손에 넣을 수 있을까?

#### 튀르키예에서 보물찾기
천재 건축가가 남긴 유언장의 비밀을 풀고 1, 500년 전의 설계도를 찾아라!

16세기 오스만 제국의 천재 건축가, 미마르 시난의 유언장을 조사하기 위해 팡이와 토리 일행은 터키로 떠난다.

시난의 후손인 마흐무트 교수의 안내로 유언장에 숨겨진 비밀을 풀고 아야 소피아(Ayasofya)의 설계도를 찾아 나선다.

다양한 역사 유적과 이슬람, 오스만제국 문화가 가득한 나라 튀르키예에서 팡이와 토리는 1, 500년 전의 아야 소피아의 설계도를 찾아야 한다.

#### 스페인에서  보물찾기
영웅 엘시드의 깃발을 찾아라!

팡이 일행은 스페인의 궁전 보물 창고에 보관되어 있던 영웅 엘시드의 깃발이 도둑맞는 사건을 해결하러 스페인 왕실로 향합니다. 범인은 스페인에서 독립하려는 바스크 지역의 독립 운동가 훌리오! 하지만 훌리오는 또 다른 과격파 독립 운동 단체의 방해로 래미에게 단서를 주며 혼수상태에 빠지는데....

#### 태국에서 보물찾기
왕가를 수호하늘 황금불상을 찾아라!

유네스코에서 주는 상을 받으러 태국으로 떠난 팡이와 토리! 하지만 길거리에서 만난 형 타닛이 다쳐, 둘은 황금 불상을 찾으러 떠난다.
둘은 황금 불상을 찾을 수 있을까?

#### 남아프리카 공화국에서 보물찾기
일곱 빛깔의 다이아몬드, 레인보우 다이아몬드를 찾아라!

지 교수, 팡이, 이 조교는 요하네스버그 인근 스테르크폰테인 동굴에서 화석을 찾던 중 게리 감독을 만나 함께 레인보우 다이아몬드를 찾는 것을 강요하지만 지 교수는 이 부탁을 거절한다. 그리고 요하네스버그의 사커 시티에서 휴대폰 도둑을 쫓아가는중 요하네스버그 골목에서 탄티를 만나 함께 레인보우 다이아몬드를 찾게 된다.

#### 스위스에서 보물찾기
지 교수는 팡이와 함께 유네스코 대표로 주제강의를 하러 스위스로 간다. 스위스에서 베른 상공업자 길드 대표인 슈나이더씨와 슈나이더씨의 딸 '아네트'를 만난다. 그런데, 건국 기념 행사를 위해 온 유물중에 '뤼틀리 동맹 서약서'가 허술한 가짜로 바꿔치기된다. 돈이 탐나던 아네트는 팡이와 일주일 안에 동맹서약서를 찾아온다고 하고 예상 교통비와 식비, 자료 조사비 등을 계산해서 돈을 달라고 하고 만약 기일안에 찾는다면 수고비로 50%를 더 달라고 한다. 이제 떠나 볼까?

#### 뉴질랜드에서 보물찾기
마오리족의 보물, 낚싯바늘을 찾아라!

토리는 체스 대회에 출전 하려다가 토리의 동생 도레미에 의해는 카드린느  인해 라위리와 함께 마오리족의 전사 테스트를 통과해
함께 마우이의 낚싯바늘을 찾게 되는데.....

#### 이탈리아에서 보물찾기
이탈리아에서 보물찾기는 2권으로 나눠져 있다.
- 이탈리아 2-1편

시간을 지배하는 자, 세계를 지배한다! 율리우스 카이사르의 보물 율리우스력을 찾아라!

이탈리아 로마에서 열리는 세계 역사 퀴즈 대회! 경쟁자를 제치고 최고의 실력을 뽐낸 팡이와 토리에게 퀴즈 대회 주최자인 M경은 율리우스 카이사르의 청동 달력 조각을 주지만 악당들이 조각을 가로채 달아나 버리고, 팡이와 토리는 빼앗긴 조각과 달력 원판을 찾기 시작한다. 율리우스력의 비밀은 무엇일까?
- 이탈리아 2-2편

레오나르도 다빈치, 미켈란젤로, 라파엘로! 르네상스를 빛낸 거장들의 함께 남긴 보물, 천사상을 찾아라!

사라진 율리우스의 조각을 손에 넣은 팡이와 토리. 하지만 나머지 조각을 다른 사람에게 빼앗기고 그 사람들은 천사상을 찾으면 다시 조각을 주겠다고 하여 팡이와 토리는 천사상을 찾으러 간다.

#### 필리핀에서 보물찾기
온화한 날씨처럼 따뜻한 사람들의 나라 필리핀에서 마젤란이 남긴 신비로운 보물을 찾아라!
보홀 섬의 수도원, 낡은 성반을 노리는 누군가가 침입했다! 아시아 전통문화를 취재하러 필리핀에 온 팡이는 자신을 도와준 필리핀 청년 조셉과 함께 정체 모를 성반을 지키기 위한 모험을 시작하고, 마젤란과 관련된 전설을 듣게 되는데...... 필리핀을 발견한 탐험가 마젤란이 들고 온 기적의 보물. 팡이와 조셉은 그 보물을 지킬 수 있을까?

#### 폴란드에서 보물찾기
쇼팽의 음악이 흐르는 폴란드에서 역사의 흔적이 담긴 보물을 찾아라

쇼팽(Chopin) 국제 피아노 콩쿠르를 위해 폴란드에 온 토리

만남을 기대했단 펜팔 친구는 장난스러운 일기를 보여주며

보물을 찾으러 가자고 막무가내로 떼를 쓴다.

어쩔수없기 길을나선 토리는 제2차 세계대전의 격전지였던 폴란드의 슬픈 역사속에서 보물의 단서를 찾기 시작하는데...

#### 대만에서 보물찾기
아름다운 섬 대만에서 전설 속에 잠든 정성공(鄭成功)의 옥 병풍을 찾아라!

우연히 각기 다른 사정으로 대만에 온 팡이와 토리가 쑹산 공항에서 마주친다.

보물찾기 짱 명예를 건 일생일대 대결은 시작되었다.

서로 다른 목표로 보물을 찾아야 하는 걸륜, 륜미와 각각 팀을 나누어 대만을 누빈다.

전설속에 존재하는 옥 병풍을 찾는 진짜 보물찾기 짱은 누구일까?

#### 체코에서 보물찾기
동유럽의 꽃, 체코의 역사를 담은 세 장의 카드! 그 비밀을 풀고 체코의 진정한 보물을 찾아라!

밤마다 진흙인형골렘이 나오는 꿈에 시달리다 체코로 향하는 토리!

하지만 토리를 기다리는 것은 현지의 돌을 찾자는 카렐과 카트린느인데...

프라하의 봄(Pražské jaro) 민주화운동때 받은 충격을 잊지 못하는 카렐의 할아버지를 돕기 위해 3장의 카드를 단서로 보물을 찾는 토리 일행!

체코의 전설, 역사와 상징이 가득한 카드가 말하는 보물은 과연 무엇일까?

### 한국사 편
한국사 편에 고조선이 없는 이유를 고구려 시대 보물찾기 1편에서 "고조선에 대한 기록이 얼마 없기 때문" 이라고 밝혔다.

#### 고구려 시대 보물찾기 1, 2
팡이와 지구본 박사가 메이링, 반 대인, 쟈오즈민, 천재코치와 고구려 연개소문의 다섯개의 검을 찾으러 간다.

#### 백제 시대 보물찾기 1, 2
토리, 복남이와 함께 백제시대의 역사를 배우고 보물을 찾는다. 그러나 복남이는 토리의 동생 도래미에게 빠져들게 되는데..

#### 신라 시대 보물찾기 1, 2
팡이, 토리, 카트린느, 최부자와 함께 신라의 역사를 배우고, 경주에서 봉팔이가 부자와 카트린느가 있는 곳을 팡이와 토리에게 수수께끼 문제를 낸다. 카트린느와 부자가 쟝과 얀센에게 목간을 돌려내놓으라고 다투다 그만 연못에 빠져서 익사하다가 병원에 실린 부자를 걱정하는 토리와 팡이. 다행히 부자와 카트린느가 깨어나자, 경주의 모든 곳곳을 둘러보다 빼앗긴 목간을 찾으러 가는데 봉팔이가 그것을 실수로 모닥불에 던져 버리고 마는데....

#### 통일 신라시대 보물찾기
돈주만 박사의 조수인 해초. 팡이와 함께 해도를 찾으러 경주를 모험하는데....

#### 발해시대 보물찾기
발해의 역사를 배우고, 팡이와 함께 모험한다.

#### 고려시대 보물찾기 1, 2, 3
이번에는 팡이 대신 토리가 해초와 돈주만 박사를 만나러 간다. 팡이가 보고싶은 해초는 서운해하며 토리를 무시한다. 그런데 언젠가부터 토리와 사이가 좋아진다.
고구려에 대해 역사와 문화를 배우고, 안동을 모험하는데.....

#### 조선시대 보물찾기 1, 2, 3, 4, 5
조선시대의 문화와 역사를 배운다.

#### 일제강점기 보물찾기 1, 2, 3
팡이, 복남이와 함께 일제강점기에 대해 배우고, 영국 정부 비밀요원 700, 트레저 헌터와 함께 모험한다.

#### 남북한 시대 보물찾기
탈북자 소년 보리. 토리와 이조교와 함께 남북한에 대해 배운다.

### 세계 도시편

#### 상하이에서 보물찾기
총명하고 똑부러진 영재 소녀 사샤, 토리와 함께 상하이를 모험하고, 상하이에 대해 배운다.

#### LA에서 보물찾기
팡이와 흑인소녀 진 고메즈와 함께 LA를 모험하고 배워 나간다.

#### 오사카에서 보물찾기
팡이, 토리, 19살 여고생인 아키나와 맛집을 둘러보고, 아키나의 어릴 적 추억을 이야기한다. 그녀가 일하는 식당에서 논쟁이 일어난다.

#### 밴쿠버에서 보물찾기
토리의 사촌 형 도우리, 레미와 함께 밴쿠버를 모험한다.

#### 시드니에서 보물찾기
팡이와 카트린느와 함께 시드니를 모험하고 배워나간다.

#### 런던에서 보물찾기
팡이와 소심하고 겁이 많지만 친절하고 겸손하고 마음씨가 착한 소년 앤드류, 제임스 본즈(트레저 헌터)와 런던을 둘러본다.
앤드류의 아버지인 해럴드 린든 박사의 시계가 없어지자 안절부절못한다. 시계를 훔친 사람은 누구인지 알아본다.

#### 모스크바에서 보물찾기
자상하고 잘생긴 외모를 가진 발레리노 안드레이와 토리, 이조교와 함께 모스크바를 둘러본다.

#### 자카르타에서 보물찾기
카트린느와 그녀의 베스트 프렌드인 쏘냐와 토리랑 같이 자카르타의 문화와 역사를 배우고 모험한다.

#### 서울에서 보물찾기 1, 2
팡이, 토리, 메릴의 조카인 멜리사와 서울을 둘러보고, 봉자바, 봉팔이와 결투를 한다.

#### 제주에서 보물찾기 1, 2
팡이, 토리와 함께 제주도에서 제주토박이인 쌍둥이 자매 라희, 라미와 제주도의 볼거리들을 둘러보고, 배워 나간다.

#### 부산에서 보물찾기 1, 2
팡이, 토리, 부산토박이 소녀 박수영과 부산을 둘러보고 여러가지를 체험한다.

#### 로마에서 보물찾기
여장을 한 토리와 상냥하고 자상한 소녀 아드리아나와 로마를 둘러보고 로마에 대해 배워본다.

#### 방콕에서 보물찾기
팡이와 촘푸, 토니 쿤과 함께 방콕을 모험하고, 이곳저곳을 둘러본다.

#### 이스탄불에서 보물찾기
지팡이, 누리, 호랑이와 함께 오스만의 검을 악당에게서 되찾는다.

#### 파리에서 보물찾기
꼬마신사 제롬이 선물한 나폴레옹의 꿀벌보물을 찾으러 간다.

## 등장인물

### 주인공
- 지팡이: 초등학교 6학년. 이 책의 주인공 소년이며 역사와 돈, 음식, 고고학을 좋아하고, 축구를 잘 한다. 외아들이며, 봉팔이에게 이름 때문에 '곰팡이', 머리카락 모양 때문에 '고슴도치, 곰팡이'라는 별명으로 불린다. 유네스코의 회원이고, 찾고자 하는 보물이 진짜인지 가짜인지 알아낸다. 웃음을 잃지 않고 천진난만하고 낙천적인 성격이다. 지구본 교수의 조카이다. 자칭 보물찾기 짱이다.
- 도토리: 팡이와 같은 초등학교 6학년. 이집트 편의 첫 등장. IQ 180의 영리한 소년이지만, 유독 수학 계산, 가위바위보를 잘 못 한다. 체스, 바둑, 그림도 잘 그리며 바이올린을 매우 잘 연주하지만, 고소 공포증이 있다. 잘난 척이 심하며 수다스럽다. 도토란 박사의 아들로 멘사의 회원이며 팡이의 라이벌이다. 하지만 팡이와는 친한 친구사이기도 하다. 다혈질이지만 콧대가 높고 총명하고 사교적이다.

### 악역
봉팔이 일행
- ,  봉팔이(파리스): 완다 김의 외아들.국적은 프랑스지만 한국인이며 어린시절을 영국에서 보냈다. 영국 박물관에서 비공식 도슨트로 활동하여 고고학 지식이 풍부하고 당당하다. 세계 탐험 보물찾기에서 봉팔이는 토리와 팡이가 보물을 찾기 전에 보물을 찾으려고 하지만 매번 팡이와 토리에게 빼앗기고 만다. 별칭은 파리스. 외모가 잘 생겨서 이은주가 좋아한다. 나이는 20대 초중반 정도. 매일 향기롭고 달콤한 향수를 뿌리고 다닌다. 악당 마크와는 과거에 알던 사이이고, 부하로 쟝과 안센을 데리고 다닌다. 어머니는 완다 김이며, 사촌누나는 봉자바이다. 트레저 헌터이고 악당이지만 때로는 팡이와 토리에게 도움도 주는 등 의리가 있고 친절하고 고고학 지식이 해박하다. 이라크, 프랑스, 중국, 인도, 이집트, 미국, 일본, 그리스, 독일, 호주, 영국, 스페인, 캐나다, 베트남, 이스라엘, 쿠바, 이탈리아, 페루, 고구려, 신라, 발해, 고려, 조선, 남북한시대, 프리퀄(자신의 어린시절), 서울 편에서 등장한다. 초기에는 지팡이가 자신에게 형이라고 불렀다. 그 뒤에  지팡이와 도토리 외 다른  어린이(조연이나 게스트 등장)들은 자신에게 반말을 한다.고구려,스폐인에서 은근 멋진 면을 보여준다.[2]
- ,  봉자바: 봉팔이의 사촌 누나이며, 봉팔이에 비해 말보다 주먹이 앞서는 다혈질이고 예민한 성격이다. 허당일 때도 있어서 이탈리아편에서 봉팔이한테 혼난 적이 있다. CIA로 위장하여 팡이와  토리  일행 을 방해한다. 71가지 자격증을 갖고 있으며  십팔나한장 자격증도 있다. 태국 편에서 그 71개 중 1개인 자물쇠 따기 자격증이 완다 김의 사무실 자물쇠를 뚫는데 도움이 됐다. 미국, 러시아, 태국, 이탈리아, 폴란드, 백제, 서울 편에서 등장한다.
- 완다 김: 봉팔이의 어머니, 봉자바의 숙모이다. 한때 홍콩에서 패션 유행을 일으켰다고도 한다. 카트린느의 아버지 기즈 공의 옛 약혼자이다.
- 쟝 : 봉팔이가 데리고 다니는 부하이다. 봉팔이와 달리 지식이 부족하다. 하지만 아는 것이 많다. 키 크고 빼빼 마른 애가 쟝 참고로 스페인에서 약혼녀와의 결혼에 잠시 헤어졌다가 책 후반에 봉팔이와 다시 만난다.
- 안센 :봉팔이의 부하이다.봉팔이와 달리 지식이 별로 없다.얀센은 봉팔이의 어린시절 유모의 아들로 봉팔이와 함께 보물을 찾으러 다닌다. 뚱뚱한 애가 얀센.

트레저 마스터
- [3] 마크 영맨: 어린시절부터 트레저 마스터에 가입을 하고 싶어했다. 가치있는 유물을 훔치는데 전문으로 M경이 두목인 범죄단체의 회원이며, 보물을 위해서라면 뭐든 수단도 가리지 않는다. 잘생기고 싸움도 상당히 잘한다. 사람을 총으로 쏘고 죽을 만큼 때리는 등 사람의 목숨보다 보물을 더 소중히 여기는 악명 높은 보물 사냥꾼. 하지만 M경을 향한 충성심만큼은 크다. 봉팔이와 알던 사이다. 호주, 터키, 네덜란드, 오스트리아, 뉴질랜드, 체코, 고구려, 신라, 조선, 일제강점기, 프리퀄 편에서 등장한다.
- M경: 트레저 마스터의 회장. 세계 최고의 갑부로 어두운 기운이 흘러넘친다.
- 주니어 M: M경의 아들. 팡이와 친구가 된다. 부자와  카트린느를 좋아한다. 조선과 일제강점기 편에서 등장한다. 사교적인 성격이다.
- 제이: 필리핀 편에 나왔던 트레져 마스터의 요원. 어릴 적 고아로 자랐다.
- A경:  M경의 둘도 없는 친구이다. 하지만 잔인한 모습을 가진 배신자로 조선 편에서 배신을 한다.

### 그 외 조연들
- , ,  김복남: 재일교포 3세로, 처음엔 지팡이와 친했지만 토리의 동생 레미에게 한눈에 반한 것을 계기로 토리 쪽에 붙는다. 나이는 14살~ 15살. 그런데도 팡이, 토리는 그에게 반말을 한다. 일본 편에서 기차안에서 눈썹을 다듬다가 그만 실수로 한쪽 눈썹을 밀어버리고 만다. 백제 편에서 토리에게 레미의 전화번호를 받고 매우 기뻐한다. 일본 이름은 타쿠야, 영어 이름은 제임스이다. 똑부러지고 고집 센 성격이다. 일본, 영국, 백제, 일제강점기 편에서 등장한다.
- ,  윌리엄 교수: 영국의 교수로, 어릴 적  인도에서  자랐다. 지구본 교수와 도토란 박사를 제자로 키웠다. 가끔 지구본과 지팡이, 도토리의 보물찾기를 돕는다. 살사를 좋아한다. 인도, 그리스, 영국, 쿠바, 페루 편에서 등장한다. 그의 조교는 코야이다.
- 카트린느: 풀 네임은 카트린느 드 기즈. 프랑스 명문가의 외동딸이다. 말괄량이 기질에 화가 나면 매우 난폭해지고 제멋대로이며 토리에 대한 집착이 강하다. 그러나 이탈리아 편에서는 꽤 활약을 한다. 머리를 풀면 얌전해진다. 집사를 잘 따돌린다. 프랑스, 캐나다, 이탈리아, 체코, 신라, 시드니, 자카르타, 파리 편에서 등장한다.
- 다이애나: 봉팔이의 어릴 적 친구. 토리가 카트린느에게 휘둘리듯이 봉팔이도 다이애나에게 휘둘린다.
- 앨버트  경: 영국 편의 조연 등장. 윌리엄  교수의  이튼  칼리지  동창이다. 또한 자식이 없는 독신이고 엄청난 부자이다. 008이 되어  국새를 찾아와야  하는 김복남에게  문제를 낸다.
- 인디아나 존즈 (트레저 헌터, 제임스 본즈): 미국, 독일, 이탈리아, 일제 강점기, 런던 편에서 등장하는 아저씨. 팡이를 조수라 하며 팡이를 믿고 따른다. 성격은  자상하다.

### 조연 및 잠깐 등장
- ,  한송이: 이라크 편의 조연 등장. 팡이의 이민간 친구.  4학년 때부터 이라크로 이민을 갔다. 지혜롭고 차분한 소녀이다.
- 메이링: 중국, 고구려 편에서 등장. 호빵같은 머리를 하고 있는 왕 사장의 딸. 그러나 중국 편에서 봉팔이가 메이링의 오른쪽 머리를 포크로 찌르는 바람에 커다란 땜통이 생겨 머리 스타일을 바꿨다. 그의 대한 복수를 고구려편에서 한다. 태극권, 태권도를 비롯한 무술을 잘한다.
- 반디: 인도 편의 조연 등장. 여자처럼 생긴 인도인. 또래에 비해 어른스럽고 당당하다. 미녀 엄마가 있다.
- 하리시: 인도 편의 악당. (죄목: 납치, 도굴)
- 하산: 이집트 편의 조연 등장. 부유한 이집트인. 부인이 3명. 아이가 여러명, 그 뒤엔 이조교가 결혼하자고 하지만 나중에 부인이 3명이고 아이가 많은 걸 이조교가 알게 되어 이조교가 기절한다.
- 오사마 알라덴: 이집트 편의 악당. ( 죄목: 테러, 살인, 살인미수, 납치, 불법 무기 소유, 절도, 도굴)
- 빛나는 나뭇가지(션 브린치): 미국 편의 조연 등장. 아르바이트 안내인이며 나바호족의 후손이다. 나이는 23살.
- 아카리: 일본 편의 조연 등장. 게이샤 쿄노하나의 보디가드 닌자, 칠지도를 지킴. 온갖 무술에 능하다.
- 쿠소다: 일본 편의 악당. (죄목: 살인 미수, 아동학대, 납치, 폭행, 절도, 불법 무기 소유)
- 쿄노하나: 일본 편의 게스트 등장. 게이샤이며 춤과 노래를 즐긴다.
- 헤라: 그리스 편의 조연 등장. 예쁜 그리스 소녀. 팡이와 토리의 사랑을 한몸에 받지만 결국 팡이를 선택했다. 토리에게 카트린느가 있으면 팡이에겐 헤라가 있다.
- 빅토르: 러시아 편의 조연 악당 등장. 전 KGB 요원이다. (죄목: 유물 절도, 사기)
- 이고르: 악역인줄 알았지만, 사실 좋은 사람. 팡이와 토리, 이 조교가 보물을 찾는데 큰 힌트를 준다.
- 안나: 독일 편에서 조연 등장. 칼 슈나이더 씨의 손녀. 내성적이고 소심하지만 착한 마음씨를 갖고 있다.
- 미하일: 독일 편의 게스트 등장. 안나의 이란성 쌍둥이.
- 프란츠: 안나와 미하일의 아버지, 칼 슈나이더 씨의 아들. 자상하고 침착한 성격을 가졌다.
- 칼 슈나이더 (칼 소위): 프란츠의 아버지. 나치스이며 젊은시절에 아들이랑 같이 손을 잡아 주었고, 칭찬을 아끼지 않으셨고 더없이 다정하셨다. 혼수상태로 왔다 갔다 한다.
- 지구본 교수의 미팅 지인: 독일편의 맨 마지막에 등장. 예쁘고 귀여운 외모에 긴 금발머리를 가진 아가씨. 마지막에 지구본 교수가 소개팅을 하는 날, 장염 때문에 살이 심하게 빠진 지구본 교수를 보고 불평을 하면서 통통하고 귀여운 사람을 원한다고 소리를 친다.결국 그녀에게 차인 지구본 교수는 원래 모습으로 돌아가고 싶다며 초코케이크를 허겁지겁 먹는다.
- 네오나치스 일당: 독일, 폴란드 편에서 등장하고 조연이면서도 악당이다. ( 죄목: 살인미수, 절도, 폭행, 불법 총기 소유, 사기, 나치행동)
- 쿠커버러: 호주 편에서 조연 등장. 아보리진 족장의 손녀이다.
- 마리아: 브라질 편의 조연등장. 지구본 교수가 실연당한 여인이다.
- 톰: 영국 편에서 조연 등장. 캠벨 백작의 외아들. 부모님이 교통사고로 세상을 떠난 뒤 아빠의 제자인 봉팔이를 부모처럼 믿고 따른다. 아는 것이 풍부하다.
- 앨버트 경의 집사:

앨버트 경의 집사이다.앨버트 경이 문제를 낼 때마다 신출귀몰한다.
- 008:영국 편에서 첫등장. 허리를 삐끗하자 복남이에게 임무를 맏긴다.
- 누리: 마흐무트 교수의 외아들. 터키, 네덜란드, 이스라엘, 이스탄불 편에 등장.  터키, 네덜란드편에서 토리가 여자인 줄 알고 토리를 좋아하다가 이스라엘 편에서는 레나를 좋아한다.[4] 착하고 순진하고 정직한 성격을 가졌다.
- 마흐무트 교수: 누리의 아버지. 마크에게 총을 맞고 병원에 실려갔지만, 다시 되살아난다.
- 바울(라울): 급진적인 성격으로 자신의 말에 따르면 바스크의 독립을 위해 엘시드의 깃발을 훔친다.
- 타닛 : 태국 편의 조연 등장. 무에타이를 잘하는 소년. 어려서 부모님을 잃고 파이산 스님과마하준 스님과 같이 산다.
- 파이산 스님 & 마하준 스님: 태국 편의 조연 등장. 타닛과 자신의 친동생이랑 같이 살며, 실수를 잘하고 덜렁대지만 자상하고 젠틀하다.
- 싱: 태국 편의 악당. 봉자바와 완다 김과 태국에서 아이들을 밧줄로 묶다가 결국에 벌로 봉자바와 완다 김과 같이 구덩이에 빠지고 만다. (죄목: 납치)
- 얀: 트레저 마스터의 도움으로 화가가 된 후 그들이 시키는 대로 그림을 그리다 결국 그들을 배신하고 트레저 마스터를 그만둔다.
- 에밀리: 네덜란드 편의 조연 등장. 꽃집에서 일하며 상냥하고 친절하고 예쁜 아가씨이다.
- 호이겐스 의원: 네덜란드 편의 조연 등장. 누리의 하숙집 주인이며 팡이, 누리와 함께 네덜란드를 모험한다.
- 차크: 멕시코 편의 조연이면서도 악당이다. 유물을 위해 지구본 교수의 심장을 찾으려 한다.
- 빌리: 이누이트인. 토리의 사촌 형 도우리의 친구이다.
- 훙: 베트남 편의 조연 등장. 쌀국수 집의 후계자. 궁중 요리사가 꿈이다. 실수투성이지만 쉽게 포기하지 않는 성격이다.
- 비비카: 오스트리아 편의 조연 등장. 바이올린 연주를 잘 한다. 마크에게 반한다. 카트린느의 이종사촌이다. 너그럽고 섬세하고 대담한 성격이다.
- 레나: 이스라엘 편의 조연 등장. 자신의 종교를 스스로 결정하고 싶은 유대인 소녀다. 누리를 좋아하나 종교가 달라서 결혼은 못한다. 그 뒤에 자신의 종교를 결정하고 부모님께 가서 바트 미츠바를 치른다.
- 베냐민: 다윗을 별 금괴를 가지고 있다. 토리, 누리, 레나와 함께 다윗의 별 금괴를 찾으러 간다. 자상하고 대담한 성격을 가졌다.
- 호세: 쿠바 편에서 조연 등장. 아멜리아의 조카. 야구를 좋아한다. 당차고 도전적인 성격이다.
- 아멜리아: 쿠바 편에서 조연 등장. 호세의 이모. 아름다운 외모의 의사. 지구본이 첫눈에 반한다. 상냥하고 자상한 성격이다.
- 안보니: 쿠바 편의 악당. 해적이다. (죄목: 살인 미수, 해적, 절도, 도굴, 불법 무기 소유, 문화재 훼손)
- 탄디: 남아공 편의 조연 등장.  아르바이트를 열심히 하는 은데벨레족 소녀이다. 뭐든지 딱딱 잘하고 똑똑한 성격이다.
- 라이언 킹: 남아공 편의 조연 악당 등장. 화이트 회장의 유일한 혈육. (죄목: 협박, 총기 사용)
- 아네트: 스위스 편의 조연 등장. 돈 벌기를 좋아한다. 게오르그가 첫눈에 반한다. 다혈질이지만 순하고 예의바르고 상냥한 소녀이다.
- 게오르그, 발터, 벤더: 스위스 편의 악당. 네오나치스이다.(죄목: 살인 미수, 절도, 나치행동)
- 모리츠: 고문서 박물관의 관장. 팡이와 아네트가 보물을 찾는데 큰 힌트를 준다.
- 바바라: 모리츠 관장의 부인. 친절한 성격으로 팡이에게 테트 드 무안을 줘서 팡이가 그 맛에 감명을 받았다.
- 라위리: 뉴질랜드 편에서 조연 등장. 족장의 손자로 럭비를 매우 좋아하며  커서  국가대표 럭비선수가  되는 것이  꿈이다.
- 안토니오: 이탈리아 편의 조연 등장, 르네상스 유물 수집가. 팡이에게 천사상 찾기를 의뢰한다.
- 마리오: 이탈리아 편의 조연 등장. 안토니오와는 라이벌로 토리에게 천사상 찾기를 의뢰함.
- 프란체스카: 이탈리아 편의 악당. 1, 2편 모두 등장한다. 정신이 이상하다. (죄목: 불법 거래, 범죄 조직과 협상)
- 조셉: 필리핀 편의 조연 등장. 마틴 신부에게 키워진 고아로 착하고 올바른 필리핀 청년이다.
- 마틴 신부: 필리핀 편의 조연 등장. 조셉과 제이 등의 고아를 키우는 보홀의 성자.
- 제이: 필리핀 편의 조연 등장. 트레저 마스터의 회원. 태풍 때문에 부모님을 잃은 과거를 지니고 있으며 보물을 훔치려다 실패하고 조셉의 도움을 받아 도망친다.
- 로냐: 스웨던 편의 조연 등장. 미카엘 편집장의 조수이다.
- 레사리스: 스웨덴, 고려, 고대문명 편의 조연 등장. 본명 칼손. 페르센 백작에게 원한이 있다.
- 페르센 백작: 스웨덴, 고려, 고대문명 편에서 조연 등장. 가짜 유물만을 발표해 고고학계의 왕따. 지구본과 봉팔이와는 원래부터 아는 사이였으며 미중년임에도 불구하고 외모는 출중하다. 고려의 옛 수도 개성에도 나타난다.
- 올리: 핀란드 편의 조연 등장. 성격은 똑똑하나 허약체질이고 20대 대학생이다. 미카의 쌍둥이 동생이다.
- 미카: 핀란드 편의 게스트 등장. 올리의 쌍둥이 형. 겨울에 무민 옷을 입고다닌다. 올리가 공부를 잘하면 미카는 반대로 운동을 잘한다.
- 코야: 페루 편의 조연 등장. 윌리엄 교수의 조교로 아주 뛰어난 실력의 소유자. 사야의 언니. 동생인 사야와 달리 침착한 아가씨이다. 나이는 20대 초중반.
- 사야: 페루 편의 조연 등장. 코야의 여동생.언니 코야와 달리 말괄량이에 말썽이 많지만 고분고분한 성격을 가진 소녀이다.
- 프란지: 폴란드 편의 조연 등장. 붉은 사자가 자신의 할아버지라 믿고 보물을 찾으려 한다. 미소를 잃지 않는 소년이다.
- 메리: 프란지의 어머니. 자상하고 인자하시다.
- 주륜미: 대만편의 조연 등장. 멘사 회원으로 걸륜의 사촌. 팡이, 토리 또래의 소녀이며 토리 만큼이나 똑똑한 두뇌의 소유자다. 똑똑하고 총명한 성격을 가졌다. 토리와 함께 보물찾기를 한다.
- 주걸륜: 대만 편의 조연 등장. 팡이, 토리 또래의 소년이며 모범적이고 사려깊은 성격이다. 팡이와 함께 보물찾기를 하며 바보라고 놀리는 륜미를 싫어한다.
- 관미: 대만 편의 게스트 등장. 륜미와 걸륜의 할머니. 타이베이에서 옥 시장을 경영한다.
- 카렐: 체코 편의 조연 등장. 연금술사로 최면술에도 뛰어나 카트린느의 독촉에 못 이겨 토리를 체코로 불러 함께 보물찾기를 한다.
- 천재: 고구려 편의 조연 등장.메이링의 코치로 이름과는 다른 실력을 가지고 있다. 여담으로 연개소문의 아들 연남건의 후예라고 한다. 그리고 중국 교포이다.
- 쟈오즈민: 고구려, 발해 편에서 조연 등장. 이은주 조교와 똑 빼달맞지만 실력은 천지차이다. 다비트와 사귄다.
- 도굴왕: 고고학자 보다 많은 보물을 찾았다는 전설의 도굴꾼 백제시대에서 보물찾기 에필로그에서 미스터리한 말을 하며 끝을 낸다.
- 최부자: 신라와 조선편에서 조연 등장. 팡이, 토리, 카트린느 또래이면서도  화랑정신을 가진 당찬 소녀. 팡이와 주니어의 사랑을 받고 있다. 화랑이 되려고 남장을 하였다.
- 다나카: 백제 편의 조연이면서도 악당이다. 그리고 일본인이다.
- 리충성 대장: 고려 편의 조연 등장. 북한인이며, 무섭고 딱딱하지만 너그럽고 상냥한 성격을 가졌다.
- 박물관장: 고려 편의 조연 등장. 박물관에 있는 전시물들을 귀중히 여긴다. 고려시대 3편의 마지막 장면에서 초상화를 가리키며 잠시 사라졌다가 들어온 작품이라고 사람들에게 알려준다. 친절하고 너그러운 성격이다.
- 돈주만 박사: 통일신라, 고려편에서 조연 등장.  지구본, 도토란과 함께 천재 고고학자 3총사중 한명. 포루투스가 지구본, 아토스가 도토란이면 돈주만은 아라미스. 전공은 수중고고학. 엄청난 수영실력으로 완도의 무인도들에서 극적으로 살아남는다.
- 해초: 통일신라, 고려 편에서 조연 등장. 돈주만 박사의 조수. 아버지는 선장, 어머니는 해녀이며, 외아들이다. 수영, 잠수가 뛰어난 바다사나이. 동정심 많고 마음씨가 착하며 똑부러지는 성격이다.
- 홍두나: 조선시대 4편, 5편에서 조연 등장. 팡이, 토리 또래의 소녀. 똑똑하고 총명한 성격이다. 대만 편의 주륜미와 매우 닮았다.
- 비밀요원 700: 일제강점기 편에서 조연 등장. 영국 정부 비밀요원이며 사격, 무술, 낙하, 비행 등 못하는 것이 없다.  나이는 18살.
- 다비트:발해 시대편에서 첫 등장.한때 이은주가 좋아했으며 러시아 요원이다.
- 보리: 남북한시대 보물찾기 편에서 조연 등장. 탈북자 소년이다. 내성적이지만 마음씨가 착하다.

### 세계사 보물찾기(프리퀄)주연
- 다이애나: 봉팔이를 짝사랑하는 같은 반 영국인소녀. 금발에 귀여운 외모를 가졌다.
- 웰링턴 경: 다이애나의 아버지.
- 유모: 얀센의 어머니.

### 조연
- 메소포타미아 문명 편
- 코너: 메소포타미아 문명 편의 악당.
- 사기꾼 골동품상들
- 이집트 문명
- 술라: 도굴꾼 마을인 쿠르나에서도 알려주는 도굴 명문 가문(?)의 후손.
- 인더스 문명
- 랄 박사: 윌리엄 교수와 유물 발굴을 진행하고 있는 박사.
- 구루 싱싱: 인더스 문명 편의 악당.가짜 유물을 만들어 페르센 백작을 속인다.
- 황하 문명
- 공달: 공자의 직계후손.
- 탕 회장: 황하 문명 편의 악당.
- 공 박사
- 공복 노인
- 페르시아 제국
- 비루니 시장: 양탄자 수집가.
- 크레용: 페르시아 제국편의 악당.
- 샤랄라: 비루니가 아끼는 페르시안 고양이.
- 양탄자 장사꾼 할머니
- 그리스 문명
- 오아시스: 그리스 최대 선박 회사의 회장.
- 로마제국
- 루이스: 로마제국 1편에서 단역 등장.파리스의 학교로 전학온 남학생.
- 페레로: 남작 부인을 "레이디"라 부르며 곁을 지키는 집사.
- 남작부인: 루치아의 이모. 무섭고 딱딱하지만 자상하고 싹싹하다.
- 루치아: 2편에서부터 등장한다.바티스타남작부인의 조카. 외동딸이며, 예비 수녀로 기숙학교에서 수련중이다. 상냥하고 친절한 예비 수녀.

### 세계도시 편 조연 및 잠깐 등장
- 사샤: 상하이 편에서 조연 등장. 이스라엘 편의 레나와 닮았지만  똑똑하고 야무진 영재 소녀이다. 토리와 함께 상하이를 둘러본다.
- 진 고메즈: LA편에서 조연  등장. 팡이 또래의 흑인소녀. 팡이와 함께 LA를 둘러본다. 싹싹하고 사려깊은 성격이다.
- 아키나: 오사카 편에서 조연 등장. 츠키미야 식당의 외동딸. 나이는 19살. 머리를 양갈래로 묶었고 일본 고교생답게 초록색 세라복(교복)을 입고 다니는 여고생이다. 운동에 능하고 어머니가 교통사고로 돌아가신 뒤 아버지랑 식당을 운영하며 살고 있다. 도쿄로 가서 유명한 개그맨이 되는 게 꿈이다.
- 카이시: 아키나의 아버지. 딸과 함께 식당을 운영한다. 아내가 좋아하던 야구 경기를 보러 한신 고시엔 구장에  왔다.
- 아키나의 외할머니: 오사카 편의 잠깐 등장. 도톤보리에 살고 계신다. 한신 타이거즈의 열혈 팬이시며  딸이 사고로 세상을 떠난 뒤 식당에서 일하는 바쁜 사위를 대신해 같이 협조해 주신다.
- 카라: 밴쿠버 편에서 조연 등장. 휠체어를 타고 있는 장애인 소녀이다. 순수하고 싹싹한 성격을 가졌다.
- 길버트: 밴쿠버 편에서 조연 등장. 카라와 같은 학교 친구이자 애니와 친한 친구이다.
- 애니: 밴쿠버 편에서 조연 등장. 메리의 여동생. 숏컷머리를 하였다.  언니 메리와 달리 괄괄하고 흥분하면 다혈질적이지만 씩씩하고 활발한 성격이다. 페루 편의 사야와  성격이 닮았다.
- 메리: 밴쿠버 편에서 조연 등장. 애니의 언니이다.애니와 똑같은 숏컷 머리이다.애니와 달리 사려깊고 동정심이 많은 성격이다. 페루 편의 코야와 성격이 닮았다. 나이는 20대 초반.
- 에릭: 런던 편에서 잠깐 등장. 잘생긴 외모에 순수하고 친절한 아저씨이다. 데이지에게 꽃을 팔려 하였으나, 소심한 성격 탓에 실패를 연거푸 하였다.
- 데이지: 런던 편에서 잠깐 등장. 영국의 유물약탈을 부끄러운 역사라고 생각하는 아가씨. 에릭이 그녀에게 꽃을 팔려 하였으나 소심한 성격 탓에 실패를 계속 하였다. 결국 화가 나서 에릭에게 당장 보자고 연락을 한다.
- 낸시와 줄리: 런던 편에서 잠깐 등장. 카페에서 밀크티를 만드신다. 낸시는 홍차를 먼저 넣는 것을 선호하고, 줄리는 우유를 먼저 넣는 것을 선호한다.
- 케빈: 런던 편에서 잠깐 등장. 축구선수이며, 자상하고 우아한 성격을 가졌다.
- 앤드류 린든: 런던 편에서 조연 등장. 해럴드 박사의 아들이다. 아버지께 엄한 예의 범절을 배우면서 자랐다. 겁이 많고 소심하나 따뜻하고 겸손하고 마음씨 착한 어린이다.
- 해럴드 린든: 런던 편에서 조연 등장. 앤드류의 아버지이다.  가문의 명예를 중시한다. 엄하고 딱딱하지만 아들이 시계를 훔친 사연을 듣고 잘못을 용서해 아들을 꼬옥 껴안는 모습이 인상적이다.
- 안드레이: 모스크바 편에서 조연 등장. 잘생긴 외모를 가진 발레리노이며, 적극적이고 자상한 성격을 가진 미남. SNS가 취미이다. 그 뒤에 보리스와 서로 오해를 풀고 화해를 한다.
- 보리스: 모스크바 편에서 조연 등장. 축구선수이며 미남이다. 안드레이의 소꿉친구이다. 그 뒤에 안드레이와 서로 오해를 풀고 화해를 한다.
- 안나: 모스크바 편에서 조연 등장. 볼쇼이 서커스 단원이다. 안드레이와 보리스의 소꿉친구.
- 쏘냐: 자카르타 편에서 조연 등장.자카르타에 살고 있다. 고아이지만 카트린느의 베스트 프렌드. 토리와 함께 자카르타를 둘러본다. 내성적이지만 활발하고 쾌활한 성격이다.
- 멜리사: 서울 편에서 조연 등장. 메릴의 조카. 한류 문화에 푹 빠진다. 블루나이트를 좋아하고 관심이 있다.
- 메릴: 서울 편에서 잠깐 등장. 강인하고 현명한 유네스코 위원. 멜리사의 이모. 종종 모녀관계로 오해받는다.
- 라희&라미: 제주 편에서 조연 등장. 왕할망의 손녀들. 부모님이 사고로 세상을 떠나셨다. 제주토박이인 쌍둥이 자매. 팡이, 토리와 함께 제주를 둘러본다. 둘 다 양갈래로 묶었는데 머리띠를 한 애가 라희, 분홍색 하트핀을 꽂은 애가 라미이다. 싹싹하고 순수한 성격이다.
- 박수영: 부산 편에서 조연 등장. 부산토박이이며 씩씩하고 활동적인 성격이다. 부산 사투리를 쓴다. 이름답게 수영을 매우 잘한다. 즉 수영이 특기. 팡이, 토리와 함께 부산을 둘러본다.
- 현: 부산 편에서 조연 등장. 유물수집가로 현명하고 싹싹한 아저씨이다.
- 아드리아나: 로마 편에서 조연 등장, 예쁘고 똑부러진 성격을 가진 소녀. 여장을 한 토리와 로마를 둘러본다.
- 콜린: 로마 편에서 조연 등장. 로마의 검투사 학교에 참가한 소년. 소심하고 겁이 많지만 끈기있는 소년이다.
- 마티아: 로마 편에서 조연 등장. 여장을 한 토리에게 반한다.
- 촘푸: 방콕 편에서 조연 등장. 상냥하고 씩씩한 태국 소녀. 팡이의 먹방 팬이며, 팡이와 함께 방콕을 둘러본다.
- 토니 쿤: 방콕 편에서 조연 등장. 패션 디자이너이며 현명하고 자상한 아저씨이다.
- 똔: 방콕 편에서 조연 등장. 촘푸의 사촌이며 적극적이고 활동적인 소년이다.
- 넨넨 스님: 방콕 편에서 조연 등장하는 스님. 6개월 전 새로 부임한 스님이다.
- 호랑이: 이스탄불 편에서 조연 등장. 씩씩하고 자신감이 넘치는 성격을 가진 소녀이다. 팡이, 누리와 함께 이스탄불을 둘러본다.
- 체체 형제: 보물 사냥꾼이며 연년생 형제이다. 머리가 길고 커피를 좋아하는 형 커피K,덤벙대고 바 언제나 인상을 쓰고 다니고 뚱뚱한 동생 아틸라.
- 샤오란: 싱가포르 편에서 조연 등장. 운동 신경이 뛰어나고 괄괄하고 자존심이 센 소녀이다. 팡이,토리보다 3살 많다. 중학교 3학년.
- 제롬:나폴레옹의 후손.파리 편에서 카트린느에게 반해 꿀벌보물을 선물한다.'파리에서 보물찾기'의 발단인 셈이다.
- 리디아 홈즈 : 싱가포르 편에서 조연 등장. 영국에 있는 고등학교에 다니고 있고 고등학생 사립탐정이다. 이후 하노이 편에서도 등장한다.
- 줄리엣 모건 : 뉴욕 편에서 조연 등장. 카트린느와 라이벌.
- 야스민 : 도하 편에서 조연 등장. 도하 석유 개발원인 압둘라 회장의 딸로, 인턴으로 일하는 예리하고 냉철한 대학생.
- 이올라나 : 하와이 편에서 조연 등장. 카트린느의 교환학교 친구. 천진난만하고 귀여운 소녀. 갑자기 다이어리가 없어져서 당황한다.
- 니코스 : 산토리니 편에서 조연 등장. 명랑하고 착한 대학생이다. 부모님은 산토리니 식당에서 일한다.
- 클로이와 노아 : 퀘벡 편에서 등장. 설탕 오두막집에서 일하는 직원들.